# Nycterophilia coxata
Nycterophilia coxata är en tvåvingeart som beskrevs av Ferris 1916. Nycterophilia coxata ingår i släktet Nycterophilia och familjen lusflugor. Inga underarter finns listade i Catalogue of Life.